# Amsterdam (Flemming)
Amsterdam is een lied van de Nederlandse zanger Flemming. Het werd in 2021 als single uitgebracht en stond in 2022 als vijfde track op een titelloos album van de zanger.

## Achtergrond
Amsterdam is geschreven door Flemming Viguurs, Marcus Adema en Sander De Bie en geproduceerd door Marcus Adema en Arno Krabman. Het is een nederpoplied waarin de zanger zingt over een meisje dat hij ziet op een station en aan wie haar vriend geen aandacht geeft. De liedverteller vertelt vervolgens dat hij dat beter kan en stelt voor haar mee te nemen naar Amsterdam. De reden waarom de zanger zingt over Amsterdam, terwijl hij zelf uit Brabant komt, is simpelweg dat het de hoofdstad is en het voor de zanger een bijzondere en inspirerende plek is. Hij vertelde dat iedereen af en toe een dagje naar Amsterdam toe gaat en zich dus kan inleven in het lied. De videoclip is deels opgenomen op station Ermelo.
De artiest schreef het nummer onderweg naar een schrijfsessie in Amsterdam. In de auto maakte hij zonder druk met Marcus Adema het lied. Volgens de zanger is de "ongedwongen sfeer" terug te vinden in het lied.
Het is het eerste Nederlandstalige lied van de zanger. Het werd uitgeroepen tot Harde Schijf bij Radio 538 en Alarmschijf bij Qmusic. De single heeft in Nederland de driedubbele platinastatus. In Vlaanderen heeft het de platina status.

## Hitnoteringen
De zanger had succes met het lied in zowel Nederland als België. Het was 79 weken in de Nederlandse Single Top 100 te vinden en piekte daarin op de derde plaats. In de Nederlandse Top 40 kwam het tot de zevende plaats en stond het negentien weken in de lijst. In de achttien weken dat het in de Vlaamse Ultratop 50 stond, was de dertiende plaats de piekpositie.

### Nederlandse Top 40
| Hitnotering: 16-10-2021 t/m 19-02-2022 | Hitnotering: 16-10-2021 t/m 19-02-2022 | Hitnotering: 16-10-2021 t/m 19-02-2022 | Hitnotering: 16-10-2021 t/m 19-02-2022 | Hitnotering: 16-10-2021 t/m 19-02-2022 | Hitnotering: 16-10-2021 t/m 19-02-2022 | Hitnotering: 16-10-2021 t/m 19-02-2022 | Hitnotering: 16-10-2021 t/m 19-02-2022 | Hitnotering: 16-10-2021 t/m 19-02-2022 | Hitnotering: 16-10-2021 t/m 19-02-2022 | Hitnotering: 16-10-2021 t/m 19-02-2022 | Hitnotering: 16-10-2021 t/m 19-02-2022 | Hitnotering: 16-10-2021 t/m 19-02-2022 | Hitnotering: 16-10-2021 t/m 19-02-2022 | Hitnotering: 16-10-2021 t/m 19-02-2022 | Hitnotering: 16-10-2021 t/m 19-02-2022 | Hitnotering: 16-10-2021 t/m 19-02-2022 | Hitnotering: 16-10-2021 t/m 19-02-2022 | Hitnotering: 16-10-2021 t/m 19-02-2022 | Hitnotering: 16-10-2021 t/m 19-02-2022 | Hitnotering: 16-10-2021 t/m 19-02-2022 |
| Week:                                  | 1                                      | 2                                      | 3                                      | 4                                      | 5                                      | 6                                      | 7                                      | 8                                      | 9                                      | 10                                     | 11                                     | 12                                     | 13                                     | 14                                     | 15                                     | 16                                     | 17                                     | 18                                     | 19                                     |                                        |
| -------------------------------------- | -------------------------------------- | -------------------------------------- | -------------------------------------- | -------------------------------------- | -------------------------------------- | -------------------------------------- | -------------------------------------- | -------------------------------------- | -------------------------------------- | -------------------------------------- | -------------------------------------- | -------------------------------------- | -------------------------------------- | -------------------------------------- | -------------------------------------- | -------------------------------------- | -------------------------------------- | -------------------------------------- | -------------------------------------- | -------------------------------------- |
| Positie:                               | 29                                     | 14                                     | 10                                     | 9                                      | 7                                      | 7                                      | 10                                     | 12                                     | 13                                     | 15                                     | 18                                     | 22                                     | 22                                     | 26                                     | 28                                     | 33                                     | 33                                     | 34                                     | 36                                     | uit                                    |

### NederlandseSingle Top 100
| Hitnotering: 16-10-2021 t/m 12-11-2022 26-11-2022 t/m 10-12-2022 07-01-2023 t/m 04-03-2023 | Hitnotering: 16-10-2021 t/m 12-11-2022 26-11-2022 t/m 10-12-2022 07-01-2023 t/m 04-03-2023 | Hitnotering: 16-10-2021 t/m 12-11-2022 26-11-2022 t/m 10-12-2022 07-01-2023 t/m 04-03-2023 | Hitnotering: 16-10-2021 t/m 12-11-2022 26-11-2022 t/m 10-12-2022 07-01-2023 t/m 04-03-2023 | Hitnotering: 16-10-2021 t/m 12-11-2022 26-11-2022 t/m 10-12-2022 07-01-2023 t/m 04-03-2023 | Hitnotering: 16-10-2021 t/m 12-11-2022 26-11-2022 t/m 10-12-2022 07-01-2023 t/m 04-03-2023 | Hitnotering: 16-10-2021 t/m 12-11-2022 26-11-2022 t/m 10-12-2022 07-01-2023 t/m 04-03-2023 | Hitnotering: 16-10-2021 t/m 12-11-2022 26-11-2022 t/m 10-12-2022 07-01-2023 t/m 04-03-2023 | Hitnotering: 16-10-2021 t/m 12-11-2022 26-11-2022 t/m 10-12-2022 07-01-2023 t/m 04-03-2023 | Hitnotering: 16-10-2021 t/m 12-11-2022 26-11-2022 t/m 10-12-2022 07-01-2023 t/m 04-03-2023 | Hitnotering: 16-10-2021 t/m 12-11-2022 26-11-2022 t/m 10-12-2022 07-01-2023 t/m 04-03-2023 | Hitnotering: 16-10-2021 t/m 12-11-2022 26-11-2022 t/m 10-12-2022 07-01-2023 t/m 04-03-2023 | Hitnotering: 16-10-2021 t/m 12-11-2022 26-11-2022 t/m 10-12-2022 07-01-2023 t/m 04-03-2023 | Hitnotering: 16-10-2021 t/m 12-11-2022 26-11-2022 t/m 10-12-2022 07-01-2023 t/m 04-03-2023 | Hitnotering: 16-10-2021 t/m 12-11-2022 26-11-2022 t/m 10-12-2022 07-01-2023 t/m 04-03-2023 | Hitnotering: 16-10-2021 t/m 12-11-2022 26-11-2022 t/m 10-12-2022 07-01-2023 t/m 04-03-2023 | Hitnotering: 16-10-2021 t/m 12-11-2022 26-11-2022 t/m 10-12-2022 07-01-2023 t/m 04-03-2023 | Hitnotering: 16-10-2021 t/m 12-11-2022 26-11-2022 t/m 10-12-2022 07-01-2023 t/m 04-03-2023 | Hitnotering: 16-10-2021 t/m 12-11-2022 26-11-2022 t/m 10-12-2022 07-01-2023 t/m 04-03-2023 | Hitnotering: 16-10-2021 t/m 12-11-2022 26-11-2022 t/m 10-12-2022 07-01-2023 t/m 04-03-2023 | Hitnotering: 16-10-2021 t/m 12-11-2022 26-11-2022 t/m 10-12-2022 07-01-2023 t/m 04-03-2023 |
| Week:                                                                                      | 1                                                                                          | 2                                                                                          | 3                                                                                          | 4                                                                                          | 5                                                                                          | 6                                                                                          | 7                                                                                          | 8                                                                                          | 9                                                                                          | 10                                                                                         | 11                                                                                         | 12                                                                                         | 13                                                                                         | 14                                                                                         | 15                                                                                         | 16                                                                                         | 17                                                                                         | 18                                                                                         | 19                                                                                         | 20                                                                                         |
| ------------------------------------------------------------------------------------------ | ------------------------------------------------------------------------------------------ | ------------------------------------------------------------------------------------------ | ------------------------------------------------------------------------------------------ | ------------------------------------------------------------------------------------------ | ------------------------------------------------------------------------------------------ | ------------------------------------------------------------------------------------------ | ------------------------------------------------------------------------------------------ | ------------------------------------------------------------------------------------------ | ------------------------------------------------------------------------------------------ | ------------------------------------------------------------------------------------------ | ------------------------------------------------------------------------------------------ | ------------------------------------------------------------------------------------------ | ------------------------------------------------------------------------------------------ | ------------------------------------------------------------------------------------------ | ------------------------------------------------------------------------------------------ | ------------------------------------------------------------------------------------------ | ------------------------------------------------------------------------------------------ | ------------------------------------------------------------------------------------------ | ------------------------------------------------------------------------------------------ | ------------------------------------------------------------------------------------------ |
| Positie:                                                                                   | 42                                                                                         | 18                                                                                         | 16                                                                                         | 12                                                                                         | 10                                                                                         | 7                                                                                          | 9                                                                                          | 7                                                                                          | 9                                                                                          | 10                                                                                         | 13                                                                                         | 21                                                                                         | 4                                                                                          | 3                                                                                          | 4                                                                                          | 6                                                                                          | 7                                                                                          | 5                                                                                          | 7                                                                                          | 7                                                                                          |
| Week:                                                                                      | 21                                                                                         | 22                                                                                         | 23                                                                                         | 24                                                                                         | 25                                                                                         | 26                                                                                         | 27                                                                                         | 28                                                                                         | 29                                                                                         | 30                                                                                         | 31                                                                                         | 32                                                                                         | 33                                                                                         | 34                                                                                         | 35                                                                                         | 36                                                                                         | 37                                                                                         | 38                                                                                         | 39                                                                                         | 40                                                                                         |
| Positie:                                                                                   | 10                                                                                         | 16                                                                                         | 18                                                                                         | 21                                                                                         | 23                                                                                         | 23                                                                                         | 26                                                                                         | 24                                                                                         | 24                                                                                         | 21                                                                                         | 29                                                                                         | 29                                                                                         | 31                                                                                         | 31                                                                                         | 34                                                                                         | 38                                                                                         | 44                                                                                         | 36                                                                                         | 36                                                                                         | 41                                                                                         |
| Week:                                                                                      | 41                                                                                         | 42                                                                                         | 43                                                                                         | 44                                                                                         | 45                                                                                         | 46                                                                                         | 47                                                                                         | 48                                                                                         | 49                                                                                         | 50                                                                                         | 51                                                                                         | 52                                                                                         | 53                                                                                         | 54                                                                                         | 55                                                                                         | 56                                                                                         | 57                                                                                         |                                                                                            | 58                                                                                         | 59                                                                                         |
| Positie:                                                                                   | 40                                                                                         | 42                                                                                         | 45                                                                                         | 49                                                                                         | 53                                                                                         | 59                                                                                         | 67                                                                                         | 71                                                                                         | 68                                                                                         | 64                                                                                         | 68                                                                                         | 73                                                                                         | 75                                                                                         | 73                                                                                         | 68                                                                                         | 87                                                                                         | 70                                                                                         | uit                                                                                        | 82                                                                                         | 84                                                                                         |
| Week:                                                                                      | 60                                                                                         |                                                                                            | 61                                                                                         | 62                                                                                         | 63                                                                                         | 64                                                                                         | 65                                                                                         | 66                                                                                         | 67                                                                                         | 68                                                                                         | 69                                                                                         |                                                                                            |                                                                                            |                                                                                            |                                                                                            |                                                                                            |                                                                                            |                                                                                            |                                                                                            |                                                                                            |
| Positie:                                                                                   | 90                                                                                         | uit                                                                                        | 63                                                                                         | 66                                                                                         | 85                                                                                         | 90                                                                                         | 84                                                                                         | 87                                                                                         | 88                                                                                         | 94                                                                                         | 88                                                                                         | uit                                                                                        |                                                                                            |                                                                                            |                                                                                            |                                                                                            |                                                                                            |                                                                                            |                                                                                            |                                                                                            |

### Vlaamse Ultratop 50
| Hitnotering: 13-11-2021 t/m 12-03-2022 | Hitnotering: 13-11-2021 t/m 12-03-2022 | Hitnotering: 13-11-2021 t/m 12-03-2022 | Hitnotering: 13-11-2021 t/m 12-03-2022 | Hitnotering: 13-11-2021 t/m 12-03-2022 | Hitnotering: 13-11-2021 t/m 12-03-2022 | Hitnotering: 13-11-2021 t/m 12-03-2022 | Hitnotering: 13-11-2021 t/m 12-03-2022 | Hitnotering: 13-11-2021 t/m 12-03-2022 | Hitnotering: 13-11-2021 t/m 12-03-2022 | Hitnotering: 13-11-2021 t/m 12-03-2022 | Hitnotering: 13-11-2021 t/m 12-03-2022 | Hitnotering: 13-11-2021 t/m 12-03-2022 | Hitnotering: 13-11-2021 t/m 12-03-2022 | Hitnotering: 13-11-2021 t/m 12-03-2022 | Hitnotering: 13-11-2021 t/m 12-03-2022 | Hitnotering: 13-11-2021 t/m 12-03-2022 | Hitnotering: 13-11-2021 t/m 12-03-2022 | Hitnotering: 13-11-2021 t/m 12-03-2022 | Hitnotering: 13-11-2021 t/m 12-03-2022 |
| Week:                                  | 1                                      | 2                                      | 3                                      | 4                                      | 5                                      | 6                                      | 7                                      | 8                                      | 9                                      | 10                                     | 11                                     | 12                                     | 13                                     | 14                                     | 15                                     | 16                                     | 17                                     | 18                                     |                                        |
| -------------------------------------- | -------------------------------------- | -------------------------------------- | -------------------------------------- | -------------------------------------- | -------------------------------------- | -------------------------------------- | -------------------------------------- | -------------------------------------- | -------------------------------------- | -------------------------------------- | -------------------------------------- | -------------------------------------- | -------------------------------------- | -------------------------------------- | -------------------------------------- | -------------------------------------- | -------------------------------------- | -------------------------------------- | -------------------------------------- |
| Positie:                               | 34                                     | 28                                     | 16                                     | 16                                     | 18                                     | 20                                     | 21                                     | 22                                     | 19                                     | 15                                     | 18                                     | 21                                     | 20                                     | 13                                     | 25                                     | 43                                     | 39                                     | 47                                     | uit                                    |

### NPO Radio 2 Top 2000
| Nummer met noteringen in de NPO Radio 2 Top 2000 | '22 | '23  | '24  |
| ------------------------------------------------ | --- | ---- | ---- |
| Amsterdam                                        | 734 | 1309 | 1493 |

1. ↑  Een vetgedrukt getal geeft de hoogste notering aan.
2. ↑  2022 was het eerste jaar met een notering voor dit nummer.